# Брусуаль
Брусуаль (ісп. Bruzual) — місто на південному заході Венесуели, на території штату Апуре. Адміністративний центр муніципалітету Муньйос.

## Назва
Свою назву місто отримало у 1873 році на честь військового діяча та президента Венесуели Мануеля Ізеккіля Брусуаля (1832—1868).

## Географічне положення
Брусуаль розташований у північній частині штату, на правому березі річки Апуре, на відстані приблизно 203 кілометрів на захід-північний захід (WNW) від Сан-Фернандо-де-Апуре, адміністративного центру штату. Абсолютна висота — 75 метрів над рівнем моря.

## Клімат
Клімат міста характеризується як тропічний, з сухою зимою та дощовим літом (Aw у класифікації кліматів Кеппена). Середньорічна кількість атмосферних опадів — 1453 мм. Середня річна температура становить 27,7°C.

## Населення
За даними Національного інституту статистики Венесуели, чисельність населення міста у 2013 році становила 7370 осіб.

## Транспорт
Через місто проходять національна автомагістраль № 4.